# Круцяк Володимир Миколайович
Володимир Миколайович Круцяк (2 травня 1936, с. Гиньківці, нині Чортківського району Тернопільської області — 9 липня 2000, м. Чернівці) — український вчений у галузі медицини, педагог. Доктор медичних наук (1972), професор (1973). Заслужений діяч науки і техніки України (1989). Відмінник охорони здоров'я. Академік АНВШ України (1993), академік Української академії оригінальних ідей, дійсний член Нью-Йоркської АН (від 1997, США). Віце-президент Українського наукового товариства анатомів, гістологів та ембріологів. Премія імені Омеляна Поповича.

## Життєпис
Закінчив Чернівецький медичний інститут (1960, нині Буковинський державний медичний університет). Від 1962 — в цьому ж ВНЗ: асистент, доцент кафедри анатомії людини; 1973–1985 — завідувач кафедри оперативної хірургії; одночасно 1974–1978 — декан лікувального факультету; від 1986 — завідувач кафедри анатомії людини.
Володимир Круцяк — засновник перспективного напрямку в медичній ембріології — ембріотопографії.

## Доробок
- 280 наукові праці, у тому числі
  - 4 монографії,
  - 14 навчальних посібників,
- 22 авторські свідоцтва і патенти на винаходи.